# Тастевін

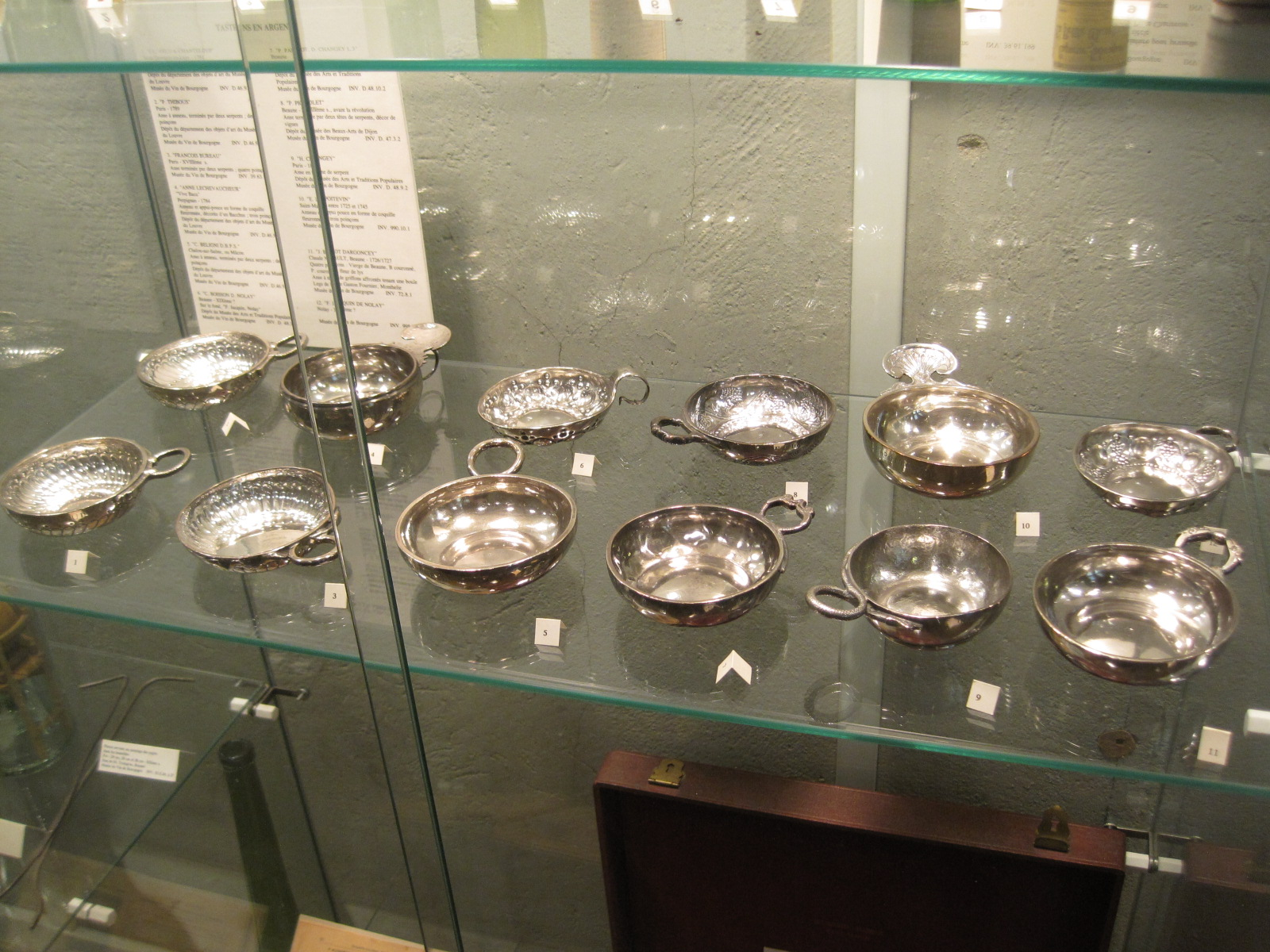
Зразки дегустаційних чаш у Музеї бургундських вин (місто Бон)

Тастевін, тастевен (фр. taste-vin, tâte-vin, tâtevin; букв. «пробувати вино») — спеціальна неглибока чаша з ручкою для дегустації вина. Традиційний аксесуар сомельє, виноробів та торговців вином.
За старих часів тастевін носили на ланцюжку або шкіряному ремінці на шиї, виготовляли зі срібла, посрібленого або блискучого металу, що, завдяки відбиттю світла від блискучої поверхні, дозволяло візуально вивчати властивості вина в умовах поганої видимості, наприклад, за допомогою свічки в льоху. Пізніше металеві посудини були витіснені скляними чашами та дегустаційними келихами. За енциклопедією «Le Grand Larousse du vin», особлива форма тастевіна допомагає краще розкуштувати аромат вина: «Насамперед тастевін служить для деталізації аспекту вина, його відтінку та інтенсивності. Це допомагає об'єктивніше скласти враження про загальну якість вина. Таким чином, фахівець може дотриматися традицій і додати тастевін у свою колекцію вінтажного винного приладдя». Тастевін вважають непридатним для дегустації ігристих вин, оскільки за його допомогою не можна оцінити перляж.
Оригінальні чаші мають антикварне значення, є предметом колекціонування, виставляються в музеях. Чаші для дегустації стали символом кількох об'єднань поціновувачів і знавців вина, зокрема, Братства лицарів тастевіна (Confrérie des chevaliers du Tastevin). Ця громадська організація, створена 1934 року, займається популяризацією бургундських вин у Франції та її межами. Найвідоміші чаші бургундського та бордоського типу. Вони відрізняються тим, що в першому випадку дно чаші опукле, що дозволяє краще вивчати склад вина.

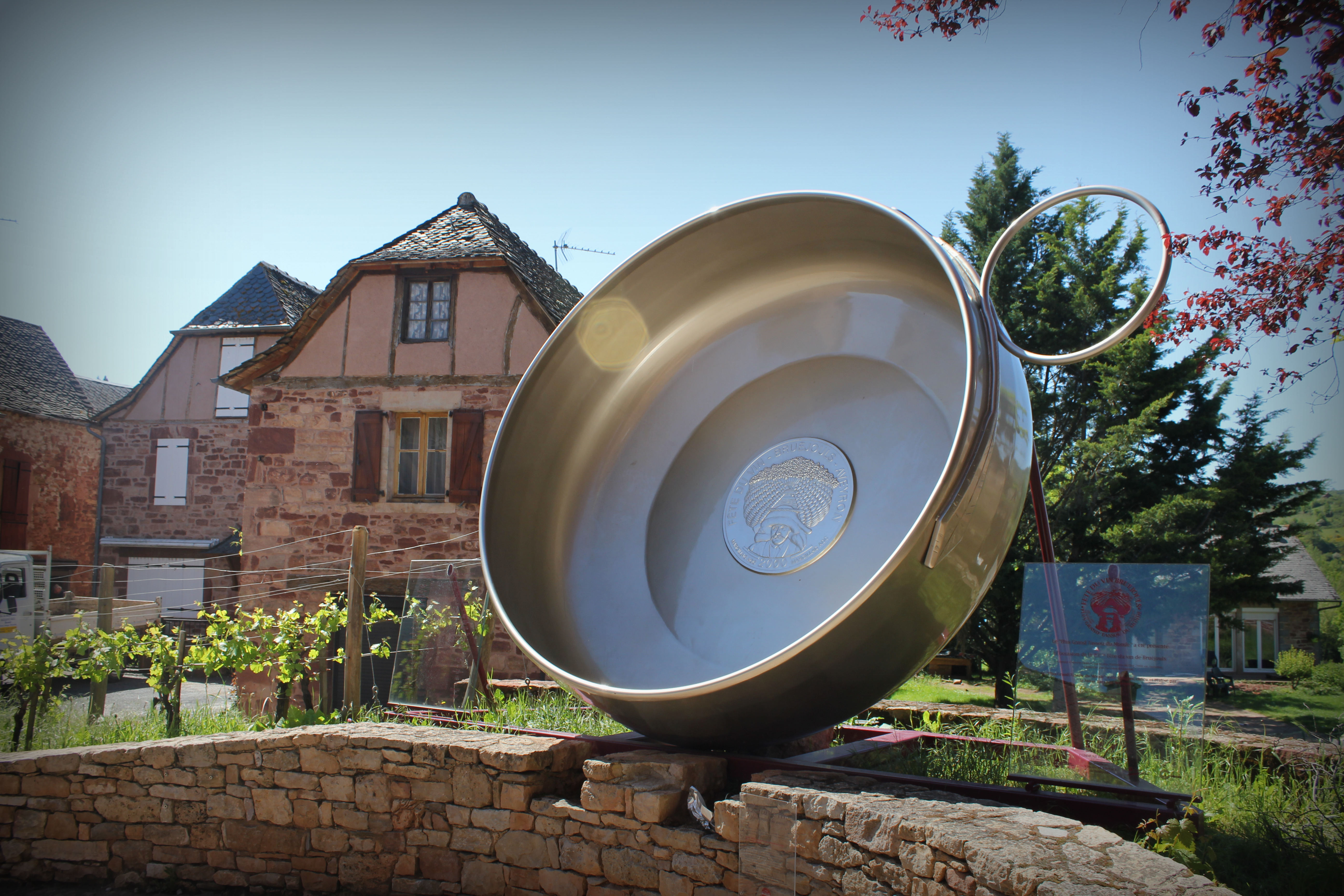
Тастевін у Брюжуле

2000 року, з метою віддати шану виноробам долини Марсільяк, на церковній площі в Брюжуле (Аверон) встановлено найбільший тастевін у світі. Він має масу 700 кг, діаметр 3 м і глибину 1 м (об'єм близько 4500 л).